# 스프롤 현상

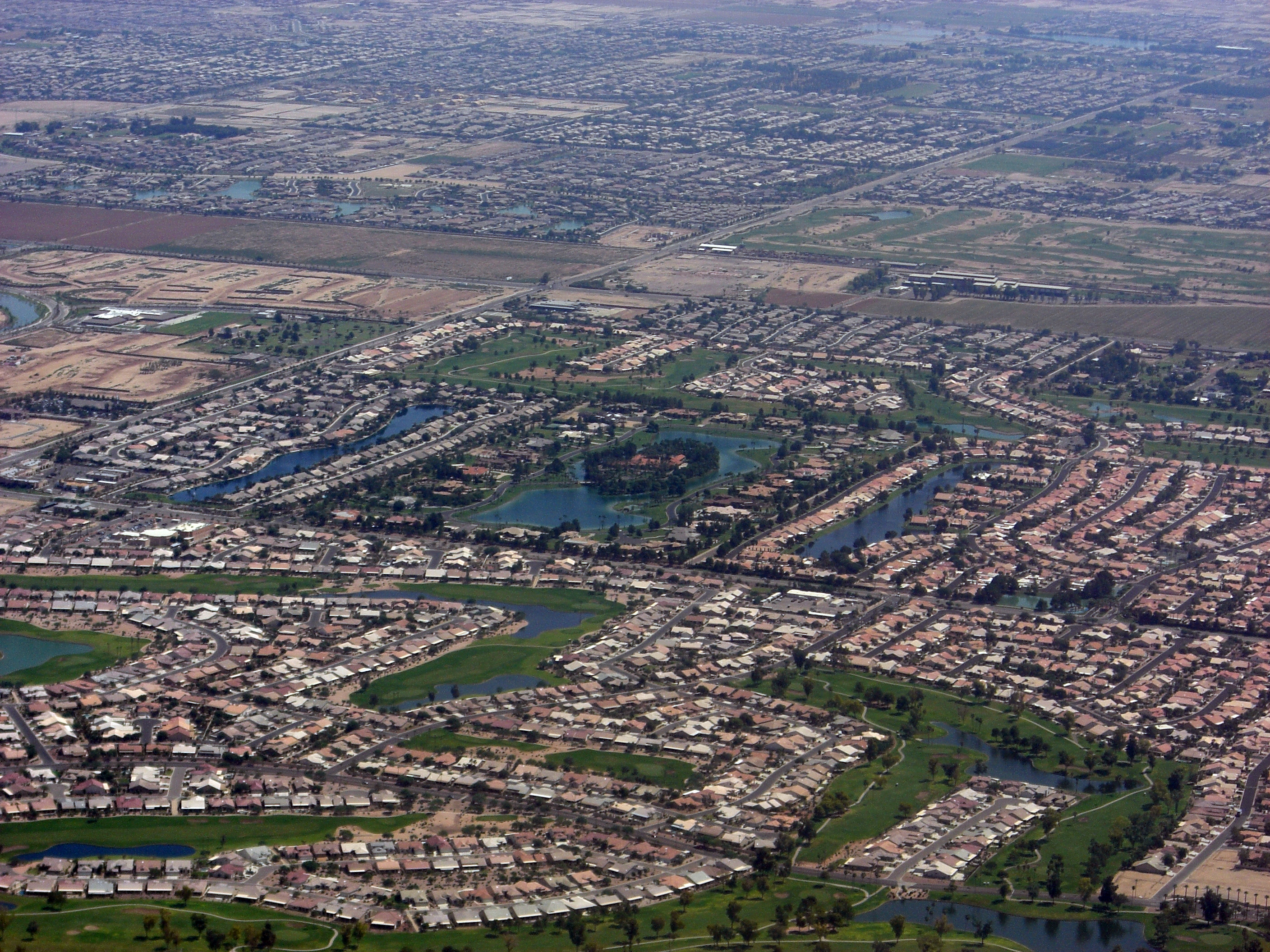
애리조나주 챈들러에 위치한 미국의 전형적인 교외 개발

교외 확산으로 알려진 도시의 확산 또는 도시 스프롤 현상(urban sprawl)은 도시와 그 교외지역의 가장자리가 농촌지역으로 팽창되어 나가는 현상을 가리킨다.
도시의 급격한 팽창에 따라 도시의 교외지역이 무질서하게 주택화되는 현상으로, 교외의 도시계획과 무관하게 땅값이 싼 지역을 찾아 교외에 주택이 침식해 들어가는 이 현상은 토지이용과 도시시설 정비상 많은 문제를 유발한다.

## 도시 확산 현상의 특징
일반적으로 확산 현상이 벌어지는 지역사회의 거주자들은 핵가족용 집에서 거주하며 통근을 위해 개인승용차를 이용한다. 낮은 인구밀도는 또한 확산을 알려주는 주요 지표다. 도시 계획가들은 교통수단 선택 기회의 부족과 도보로 연결되는 친밀한 지역사회가 형성되기 어렵다는 점이 이와 같은 확산 현상에서 비롯된다고 강조한다. 이러한 확산을 옹호하는 측에서는 확산을 통해 도시화된 토지의 실제적인 중요성을 강조하는 경향을 띤다.
- 주거지역에서 주로발생하지만 상업지역과 공업지역도 발생
- 도시스프롤은 도시외곽부의 팽창인 도시의 평면적 확산이며 경우에 따라서는 입체슬럼 형태를 보이기도 함
- 방지를 위해서는 개발제한구역을 정하거나 계획적이고 장기적인 계획하에 도시를 개발하려는 노력이 필요

## 부정적인 측면
도시의 확산이라는 용어는 일반적으로 이 현상이 불러오는 보건·환경상의 쟁점 때문에 부정적인 의미를 띨 수 있다. 확산 현상이 벌어지는 지역사회의 거주자들은 각 인구당 더 많은 공해를 일으키며 또 더 많은 교통사고를 당하게 된다. 한편 도시 확산은 인구밀도가 낮은 지역을 주택 소비자들이 선호한다고 주장하면서 통행량 증가는 필연적이지 않다고 주장하는 이들의 반박도 있다. 또한 이처럼 도시가 확산된 상태에서는 걷기나 자전거가 통근 수단이 될 수 없기 때문에 비만 증가와도 연관성을 띤다. 확산은 또한 토양과 물의 질과 양에 부정적인 효과를 줄 수 있으며 사회적 자본의 감소에 연관될 수도 있다.

## 스프롤 현상
도시계획과 관리 등이 불량하여 발생하는 현상으로, 도시 시설이나 설비가 부족한 채로 도시가 저밀도로 무질서하게 교외로 확산되는 것을 말한다. 이 지역은 각종 재해와 위생에 불안정하여 도시시설 등이 뒤 따라 설치된다하여도 예산과 자원을 낭비하는 비효율을 초래한다. 스프롤은 모든 방향에서 개발확대를 가능하게 하는 간선도로와 자동차의 부산물이며 후진국의 도시에서 발생하며 행정력이 미치지 못하는 틈에 도시로 유입된 가난한 사람들이 만들어 내어 나타나는 현상이다.

## 스프롤의 방지
1. 계획적이고 장기적인 도시개발이 필요하다
2. 부동산 활동의 비가역성, 악화성향으로 인해 그 개선이 어렵겠지만 토지이용의 전환으로 스프롤을 개선할 수 있다.

## 같이 보기
- 도시화
- 역도시화
- 이촌향도
- 교외화
  - 도시권
    - 수도권
    - 위성도시
- 스마트 성장